# Jochen Schimmang

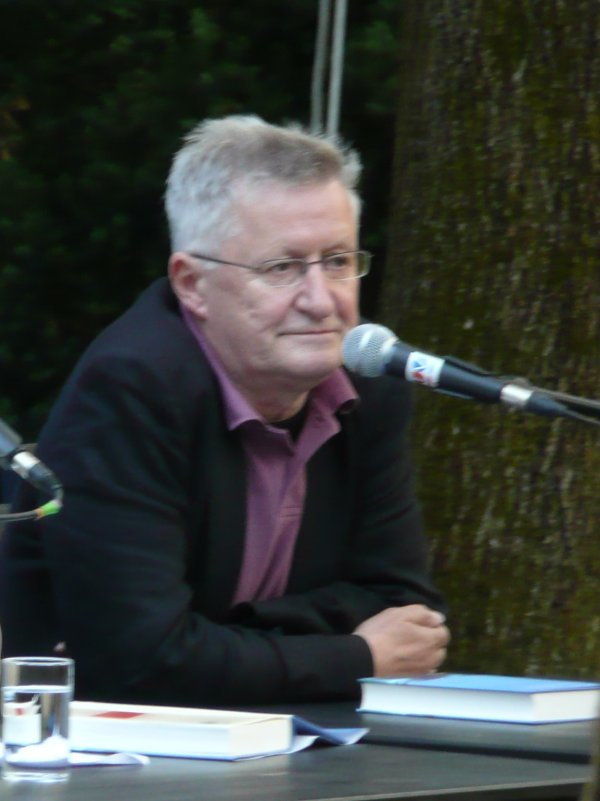
Jochen Schimmang bei einem Interview auf dem Erlanger Poetenfest 2009

Jochen Schimmang (* 14. März 1948 in Northeim) ist ein deutscher Schriftsteller, Hörspielautor und Übersetzer.

## Leben
Schimmang wurde als jüngerer von zwei Söhnen geboren. Sein Vater war Stadtkämmerer in Northeim und wechselte 1958 die Stelle, was zum Umzug der Familie nach Leer/Ostfriesland führte. Dort machte er 1967 das Abitur und studierte nach dem Wehrdienst an der Freien Universität Berlin Politikwissenschaft und Philosophie (Abschluss: Diplom).
Nach dem Studium folgten drei Jahre Arbeitslosigkeit, mit mehreren Umzügen nach Hamburg, Wiesbaden und Bochum. Ab 1977 unterrichtete Schimmang, Deutsch als Fremdsprache, erst an der Volkshochschule in Balingen, dann am Sprachzentrum in Waldbröl und 1984 an der Bergischen Universität Wuppertal. Von 1978 bis 1998 lebte Schimmang in Köln, das in seinen Werken ein häufiger Schauplatz ist. 
1979 debütierte er mit seinem autobiografisch gefärbten Roman Der schöne Vogel Phönix als Schriftsteller. In diesen Erinnerungen eines Dreißigjährigen blickt er als zu spät Gekommener auf die 1968er-Studentenbewegung zurück und schildert die Aufbruchstimmung, den Anpassungzwang, den Kader-Gehorsam und die Grabenkämpfe innerhalb der K-Gruppen.
1996/1997 war Schimmang Poet in Residence an der Universität Essen. Im Wintersemester 2000/2001 lehrte er als Gastprofessor am Deutschen Literaturinstitut Leipzig. Seit 2003 übersetzt er Romane aus dem Englischen. Zudem ist er regelmäßig freier Mitarbeiter im Hörfunk sowie bei verschiedenen Zeitungen, wie Frankfurter Allgemeine Zeitung und die tageszeitung tätig. Außerdem ist er Verfasser von Hörspielen für verschiedenen Sender, die niederdeutschen Hörspiele für Radio Bremen verfasste er auf Hochdeutsch. Sie wurden dann von Redakteuren des Senders ins Niederdeutsche übertragen.
Schimmang ist seit 2000 verheiratet und lebt seit Sommer 2005 mit seiner Frau Sabine in Oldenburg. Vorher hatte er von 1978 bis 1998 in Köln und seit 1999 in seiner Heimatstadt Leer gelebt.
Schimmang war Mitglied im PEN-Zentrum Deutschland bis zu seinem Austritt im Mai 2022. Er ist Mitglied der deutschen Marcel Proust Gesellschaft und der Robert Walser-Gesellschaft. Er war mehrfach mit Autorenlesungen für das Goethe-Institut unterwegs, so 1988 in Nordengland und Nordirland (Belfast), 1996 in den Niederlanden und 2013 in Russland.
Seine teilweise autobiographisch gefärbten Werke, die mit ihrer psychologisierenden Erzählweise der Literatur der Neuen Innerlichkeit zuzurechnen sind, hatten früher häufig das männliche Single-Dasein der Gegenwart zum Thema.

## Werke
- Der schöne Vogel Phönix. Roman. Suhrkamp, Frankfurt am Main 1979, ISBN 3-518-37027-8.
- Das Ende der Berührbarkeit. Erzählung. Suhrkamp, Frankfurt am Main 1981, ISBN 3-518-37239-4.
- Der Norden leuchtet. Erzählungen. Suhrkamp, Frankfurt am Main 1984, ISBN 3-518-37523-7.
- Das Vergnügen der Könige. Erzählungen. Frankfurter Verlagsanstalt, Frankfurt am Main 1989, ISBN 3-627-10055-7.
- Die Geistesgegenwart. Roman. Frankfurter Verlagsanstalt, Frankfurt am Main 1990, ISBN 3-627-10056-5.
- Carmen. Eine Geschichte. Frankfurter Verlagsanstalt, Frankfurt am Main 1992, ISBN 3-627-10057-3.
- Königswege. Erzählungen. Schöffling, Frankfurt am Main 1995, ISBN 3-89561-090-9.
- Ein kurzes Buch über die Liebe. Roman. Schöffling, Frankfurt am Main 1997, ISBN 3-89561-091-7.
- Vertrautes Gelände, besetzte Stadt. Essay. Schöffling, Frankfurt am Main 1998, ISBN 3-89561-092-5.
- Das Fremde in deiner Nähe. Leer 2001.
- 50 Jahre Stadtbibliothek Leer. Leer 2002.
- Die Murnausche Lücke. Roman. Wunderhorn, Heidelberg 2002, ISBN 3-88423-191-X.
- Vier Jahreszeiten. Mit Vignetten von Thomas Müller. Satzwerk-Verlag, Göttingen 2002, ISBN 3-930333-42-2.
- Auf Wiedersehen, Dr. Winter. Erzählungen. Tisch 7, Köln 2005, ISBN 3-938476-04-4.
- Altes Gelände. (= Schöner Lesen. Nr. 89). Erzählung. SuKulTuR, Berlin 2009, ISBN 978-3-941592-04-9.
- Das Beste, was wir hatten. Roman. Edition Nautilus, Hamburg 2009, ISBN 978-3-89401-598-5.
- Neue Mitte. Roman. Edition Nautilus, Hamburg 2011, ISBN 978-3-89401-741-5.
- Der schöne Vogel Phönix. Neuausgabe mit einem Nachwort von Helmut Lethen. Edition Nautilus, Hamburg 2013, ISBN 978-3-89401-780-4.
- Christian Morgenstern. Eine Biografie. Residenz Verlag, St. Pölten / Salzburg / Wien 2013, ISBN 978-3-7017-3263-0.
- Grenzen Ränder Niemandsländer. 51 Geländegänge. Edition Nautilus, Hamburg 2014, ISBN 978-3-89401-798-9.
- Altes Zollhaus, Staatsgrenze West. Roman. Edition Nautilus, Hamburg 2017, ISBN 978-3-96054-035-9.
- Adorno wohnt hier nicht mehr. Erzählungen. 206 S., Edition Nautilus, Hamburg 2019, ISBN 978-3-96054-200-1.
- Mein Ostende. mareverlag, Hamburg 2020, ISBN 978-3-86648-298-2.
- Laborschläfer. Roman. Edition Nautilus, Hamburg 2022, ISBN 978-3-96054-278-0.
- Abschied von den Diskursteilnehmern. Neue Geländegänge. Edition Nautilus, Hamburg 2024, ISBN 978-3-96054-338-1.

## Hörspiele
- Untiefen. WDR 1994.
- Die Stimmen von Nienbeck. WDR 1999.
- Biller von tohus. Radio Bremen 2004 – Zonser Hörspielpreis 2005.
- Een Maler kummt na Huus. Radio Bremen 2005.
- Dood in't Watt. Radio Bremen 2007.
- Alte Grenze. WDR 2007.
- De Husmeester. Radio Bremen 2007.
- Een Füerpüster. Radio Bremen 2009.
- De Fru in'n Daak. Radio Bremen 2010.
- Kipper. Radio Bremen 2012.
- So oder anners. Radio Bremen 2014.
- Der Flößer. SWR 2015.
- Die erleuchtete Stadt gehört den anderen. WDR 2016.
- Kunstraub in Angeloh. Radio Bremen 2017.
- Peter Petersen ist nicht zu fassen. Radio Bremen 2017
- De Saak mit den Börgermeister. Radio Bremen 2019

## Herausgeber
- mit Christel Göbelsmann: Liebesgeschichten. Frankfurt am Main 1982.
- Köln, Blicke. Köln 1998.
- Zentrale Randlage. Köln 2002.

## Übersetzungen
- Josephine Tey: Warten auf den Tod. DuMont, Köln 2003.
- Janet Gleeson: Der zerbrochene Ring. Knaus, München 2004.
- Janet Gleeson: Das Smaragdcollier. Knaus, München 2005.
- Gilbert Adair: Mord auf ffolkes Manor. C. H. Beck, München 2006.
- Gilbert Adair: Ein stilvoller Mord in Elstree. C. H. Beck, München 2007.
- Gilbert Adair: Und dann gab's keinen mehr. C. H. Beck, München 2008.
- Gilbert Adair: Buenas Noches, Buenos Aires. C. H. Beck, München 2010.
- Gabriel Josipovici: Moo Pak. Suhrkamp, Berlin 2010.
- Import, Export Demokratie: 20 Jahre Demokratieförderung in Ost-, Südosteuropa und dem Kaukasus. Hrsg. von der Heinrich-Böll-Stiftung. Berlin 2010.
- Eli Gottlieb: Best Boy. C. H. Beck, München 2016.
- Sebastian Faulks: Der große Wahn. mareverlag, Hamburg 2017.
- Samuel Beckett: Proust. Suhrkamp, Berlin 2023

## Auszeichnungen
- 1982 Förderpreis des Landes Nordrhein-Westfalen für Literatur
- 1996 Rheinischer Literaturpreis Siegburg
- 1998/99 Aufenthaltsstipendium an der Cité Internationale des Arts in Paris
- 2000 Jahresstipendium für Literatur des Landes Niedersachsen
- 2005 Hörspielpreis Regionales Hörspiel der Stadt Neuss
- 2008 Stipendium des Künstlerhauses Edenkoben
- 2010 Rheingau Literatur Preis für Das Beste, was wir hatten
- 2012 Phantastik-Preis der Stadt Wetzlar für Neue Mitte
- 2012/13 Stipendiat der Villa Concordia in Bamberg
- 9 – 11/2013 Stipendiat der Calwer Hermann-Hesse-Stiftung
- 2019 Walter Kempowski Preis für biografische Literatur
- 2021 Italo-Svevo-Preis für sein Lebenswerk[4]